# HD 107998
HD 107998，又名CD-40 7281，SAO 223417、HR 4718，是一颗恒星，视星等为6.25，位于銀經297.57，銀緯21.21，其B1900.0坐标为赤經12h 19m 26.7s，赤緯-40° 21.21′ 41″。